# 塞文希科里鎮區 (伊利諾伊州科爾斯)
塞文希科里鎮區（英語：Seven Hickory Township）是位於美國伊利諾伊州科爾斯縣的一個行政鎮區。

## 地方資料
根據2010年美國人口普查的數據，塞文希科里鎮區的面積為134.90平方千米，當中陸地面積為134.90平方千米，而水域面積為0.00平方千米。當地共有人口281人，而人口密度為每平方千米2.08人。